# Réserve naturelle régionale des prés du moulin Madame
La réserve naturelle régionale des prés du Moulin Madame (RNR283) est une réserve naturelle régionale située dans les Hauts-de-France. Classée en 2015, elle occupe une surface de 8,52 hectares.

## Localisation

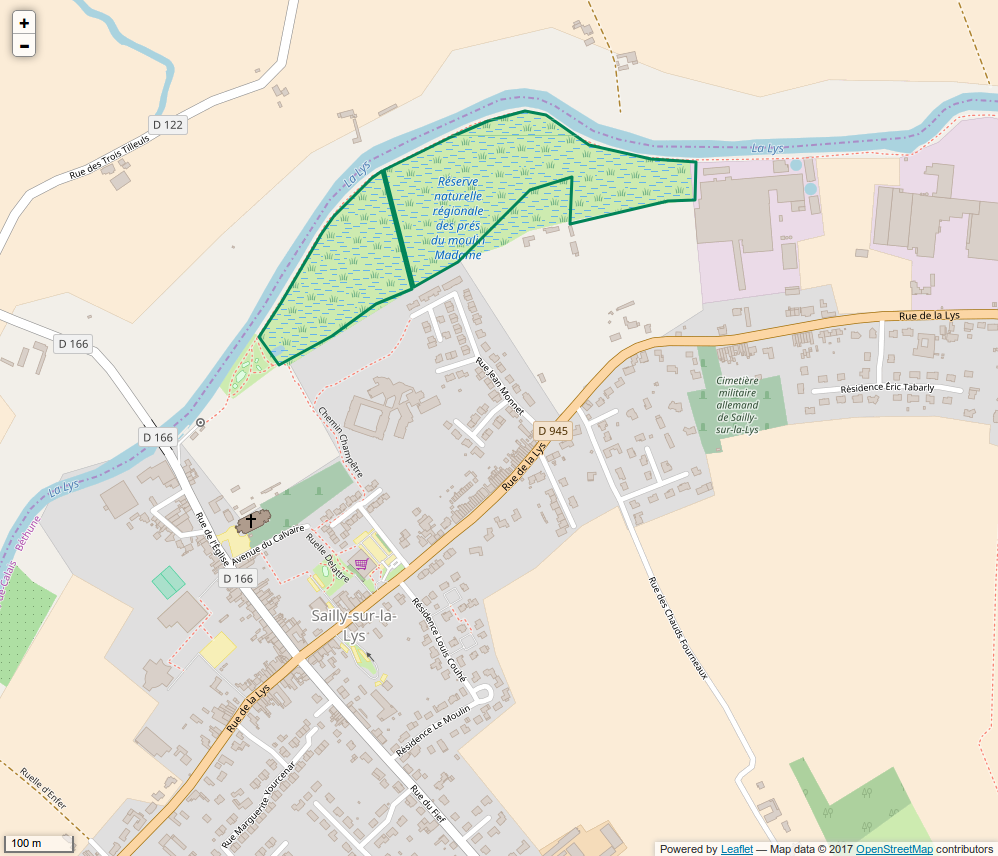
Périmètre de la réserve naturelle.

La réserve naturelle est située dans le département du Pas-de-Calais, sur le territoire de la commune de Sailly-sur-la-Lys.

## Intérêt touristique et pédagogique
La réserve présente notamment un intérêt en matière de :
- pédagogie à l'environnement ;
- paysages ;
- tourisme vert et naturaliste.

Un sentier de découverte aménagé en bord de la Lys et longeant les prairies humides fleuries permet de découvrir, au travers de panonceaux disposés le long du parcours, l'histoire et le patrimoine de ce milieu. Au XIXe siècle, ce secteur a vu l'émergence de l'industrie textile et notamment des blanchisseries qui utilisaient les vastes prés de fauche pour étendre les toiles et les faire blanchir, assurant ainsi leur préservation

## Administration, plan de gestion, règlement
La réserve naturelle est gérée par le Conservatoire d'espaces naturels du Nord et du Pas-de-Calais.

### Outils et statut juridique
La réserve naturelle a été créée par une délibération du Conseil régional du 16 février 2015.